# Casas de Garcimolina
Casas de Garcimolina là một đô thị trong tỉnh Cuenca, cộng đồng tự trị Castile-La Mancha Tây Ban Nha. Đô thị này có diện tích là 38,69 ki-lô-mét vuông, dân số năm 2009 là 31 người với mật độ 0,8 người/km². Đô thị này có cự ly km so với tỉnh lỵ Cuenca.